# Association africaine des bibliothèques et des institutions d'information
 (juin 2022).
La mise en forme du texte ne suit pas les recommandations de Wikipédia : il faut le « wikifier ».
Les points d'amélioration suivants sont les cas les plus fréquents. Le détail des points à revoir est peut-être précisé sur la page de discussion.
- Les titres sont pré-formatés par le logiciel. Ils ne sont ni en capitales, ni en gras.
- Le texte ne doit pas être écrit en capitales (les noms de famille non plus), ni en gras, ni en italique, ni en « petit »…
- Le gras n'est utilisé que pour surligner le titre de l'article dans l'introduction, une seule fois.
- L'italique est rarement utilisé : mots en langue étrangère, titres d'œuvres, noms de bateaux, etc.
- Les citations ne sont pas en italique mais en corps de texte normal. Elles sont entourées par des guillemets français : « et ».
- Les listes à puces sont à éviter, des paragraphes rédigés étant largement préférés. Les tableaux sont à réserver à la présentation de données structurées (résultats, etc.).
- Les appels de note de bas de page (petits chiffres en exposant, introduits par l'outil «  Source ») sont à placer entre la fin de phrase et le point final[comme ça].
- Les liens internes (vers d'autres articles de Wikipédia) sont à choisir avec parcimonie. Créez des liens vers des articles approfondissant le sujet. Les termes génériques sans rapport avec le sujet sont à éviter, ainsi que les répétitions de liens vers un même terme.
- Les liens externes sont à placer uniquement dans une section « Liens externes », à la fin de l'article. Ces liens sont à choisir avec parcimonie suivant les règles définies. Si un lien sert de source à l'article, son insertion dans le texte est à faire par les notes de bas de page.
- La présentation des références doit suivre les conventions bibliographiques. Il est recommandé d'utiliser les modèles {{Ouvrage}}, {{Chapitre}}, {{Article}}, {{Lien web}} et/ou {{Bibliographie}}. Le mode d'édition visuel peut mettre en forme automatiquement les références.
- Insérer une infobox (cadre d'informations à droite) n'est pas obligatoire pour parachever la mise en page.

Pour une aide détaillée, merci de consulter Aide:Wikification.
Si vous pensez que ces points ont été résolus, vous pouvez retirer ce bandeau et améliorer la mise en forme d'un autre article.
L'Association africaine des bibliothèques et des institutions d’information, plus connue sous son sigle anglais AfLIA (African Library and Information Associations and Institutions) est une organisation internationale à but non lucratif dont le siège est à Accra, au Ghana,. L'association est enregistrée en vertu des lois du Ghana en tant qu'ONG. Elle est gérée selon les orientations générales de sa constitution et de ses règlements .

## Historique
Il est un fait que les perturbations éducatives, économiques et sociopolitiques continuent d'entraver la fourniture de services de bibliothèque et d'information en Afrique   alors que le rôle et l'impact du secteur africain des sciences de l'information et des bibliothèques (SIB) et sa position dans un programme de développement est sous-estimé. La disposition des gouvernements et des principales parties prenantes ont par conséquent entraîné une négligence apparente du secteur des bibliothèques, générant de nombreux défis, notamment les restrictions budgétaires et financements insuffisants des bibliothèques. Étant donné que les impératifs de développement nationaux et mondiaux sont souvent défendus par le biais de l'Agenda 2030 des Nations unies, de l'Agenda 2063 de l'UA et des agendas nationaux de développement, il était nécessaire qu'une association continentale des bibliothèques entreprenne un plaidoyer stratégique de haut niveau au nom du secteur africain des sciences de l'information et des bibliothèques.
L'association continentale de bibliothèques sert d'organismes de croissance et de plaidoyer de haut niveau pour la profession de bibliothécaire et spécialiste de information documentaire. Elle représente des plates-formes importantes pour discuter des problèmes et faire avancer la cause du secteur des bibliothèques et de l'information, au niveau continental. En Afrique, l'idée d'avoir une telle association a été nourrie et largement discutée par de nombreux éminents professionnels africains des bibliothèques et de l'information pendant de nombreuses années, mais ce n'est qu'en 2013 qu'elle a finalement été créée.
En mai 2011, une conférence continentale des bibliothèques pour l'Afrique s'est tenue à Muldersdrift, en Afrique du Sud, avec pour thème : L'avenir de la bibliothéconomie africaine . Il s'agissait du premier Sommet des bibliothèques africaines et il a réuni sous le même toit d'éminents professionnels africains des bibliothèques et de l'information,. À la suite d'une présentation du Dr Helena Asamoah-Hassan (en) lors du sommet, une discussion s'est ensuivie sur la nécessité de former une Association africaine des bibliothèques à l'échelle du continent qui fournira une plateforme pour discuter des problèmes et faire avancer la cause du secteur des bibliothèques et de l'information en Afrique.
Après consensus, la section Afrique de l'IFLA a été chargée de mettre en place un comité exploratoire dont le mandat était de mener une étude de faisabilité, de consulter de manière approfondie les principales parties prenantes des SIB sur le continent et de rendre compte des conclusions à la section Afrique de l'IFLA. Le Comité exploratoire, tel que mandaté, a soumis son rapport à la section Afrique de l'IFLA lors de la réunion à mi-parcours de la section Afrique de l'IFLA en février 2013 à Abuja, au Nigeria. Les résultats des travaux effectués par le comité exploratoire comprenaient, mais sans s'y limiter: un projet de constitution de l'AfLIA, la proposition du nom de l'Association, la vision, la mission, la structure de gouvernance, l'adhésion et les critères d'adhésion, les comités et groupes de travail proposés ainsi que les sources de financement pour la subsistance de l'Association.
Par ailleurs, la recommandation du comité de former l'Association Africaine des Bibliothèques et des Institutions d’Information (AfLIA) a été acceptée. Par la suite, un comité intérimaire a été sélectionné lors de la réunion à mi-parcours de la section Afrique de l'IFLA pour gérer les affaires de l'association pendant deux ans (2013-2015). Les membres du comité intérimaire sont considérés comme le conseil d'administration fondateur de l'organisation. Le 5 juillet 2013, l'AfLIA a officiellement été lancée en tant qu'association des bibliothèques d'Afrique lors du 2e sommet des bibliothèques africaines organisé par l'Université d'Afrique du Sud (UNISA) à Pretoria, en Afrique du Sud. En 2014, le conseil d'administration fondateur a lancé des processus en vue de la première élection des dirigeants et des représentants de l'association, qui a eu lieu en 2015,.
| Position                | Nom                        |
| ----------------------- | -------------------------- |
| Président               | Helena Asamoah-Hassan (en) |
| Secrétaire              | Valentina Bannerman        |
| Représentants régionaux |                            |
| Afrique centrale        | Alim Garga                 |
| Afrique de l'Est        | Jacinta étaient            |
| Afrique du Nord         | Shawky Salem               |
| Afrique du sud          | Dr John Tsebe              |
| Afrique de l'Ouest      | Marietou Diop              |

Lors du 3e Sommet des bibliothèques africaines et de la 1re conférence de l'AfLIA organisés en juillet 2015 à Accra, au Ghana, AfLIA a tenu sa première assemblée générale des membres. Lors de l'assemblée générale de 2015, la constitution de l'association a été modifiée pour avoir un Vice-président et Directeur exécutif. Cela a été approuvé et le premier conseil d'administration élu, qui comprenait les présidents de diverses sections, a été instauré. Même si l'association a été créée en juillet 2013, elle a été enregistrée en tant qu'organisation non gouvernementale (ONG) internationale en vertu des lois du Ghana en octobre 2014 avec son siège opérationnel à Accra, au Ghana,

## Adhésion
L'AfLIA est une association largement caractérisée par une adhésion institutionnelle L'adhésion est ouverte à toute organisation, en Afrique et dans la diaspora, ayant un intérêt dans le secteur africain des bibliothèques et de l'information. Actuellement, les membres sont composés: d'associations nationales de bibliothèques, bibliothèques nationales, bibliothèques universitaires, bibliothèques publiques, bibliothèques communautaires, bibliothèques spécialisées, bibliothèques scolaires, consortiums de bibliothèques nationales, centres d'information et de documentation, bibliothèques et établissements d'enseignement/de formation à l'information, bibliothèques et entreprises liées à l'information, Amis de l'AfLIA/bibliothèques, bibliothèques et institutions de bibliothèques de la diaspora ainsi que les institutions/organisations liées aux bibliothèques et aux services d'information,. Actuellement, l'association compte 141 institutions et associations membres  couvrant les cinq régions d'Afrique  et couvrant 32 des 54 pays africains. Il existe également des membres de la diaspora et des institutions internationales, mais cette catégorie de membres constitue moins de 2% du total des adhésions.
En outre, l'AfLIA est également membre de la Fédération internationale des associations et institutions de bibliothèques (IFLA), un autre organisme international représentant les intérêts des personnes qui dépendent des bibliothèques et des professionnels de l'information.

## Gouvernance
L'AfLIA est gérée selon les directives générales de la Constitution et des Règlements. L'association est régie et gérée par un conseil d'administration élu, composé d'un président, d'un vice-président, d'un trésorier, d'un président sortant, de représentants régionaux, de présidents de sections existantes et d'un secrétariat dirigé par un Directeur général. L'assemblée générale annuelle est le plus haut niveau de gouvernance et de prise de décision de l'association. L'actuel président de l'Association Africaine des Bibliothèques et des Institutions d’Information, élu pour le mandat de mai 2021 à mai 2023, est M. Alim Garga du Cameroun, ancien vice Président du bureau précédent. Il a succédé à M. Mandla Ntombela comme président de l'association de 2019 à 2021. M. Mandla avait remplacé le Dr John Tsebe en tant que président de l'AfLIA en juillet 2019 et est actuellement membre du conseil d'administration en tant que président sortant,. Le Dr Tsebe a été le premier président élu de l'Association de 2015 à 2019. Depuis juillet 2015, le Dr Helena Asamoah-Hassan est directrice exécutive d'AfLIA,,.
| Position                                                         | Nom                       | Pays                  |
| ---------------------------------------------------------------- | ------------------------- | --------------------- |
| Président                                                        | M. Mandla Ntombela        | Afrique du Sud        |
| Vice-président                                                   | M. Alim Garga             | Cameroun              |
| Directeur exécutif                                               | Dr Helena Asamoah-Hassan  | Ghana                 |
| Président sortant                                                | Dr John Tsebe             | Afrique du Sud        |
| Représentant Afrique centrale                                    | Prof. Romarin Shafack     | Cameroun              |
| Représentant Afrique de l'Est                                    | Dr Sarah Kaddu            | Ouganda               |
| Représentant Afrique du Nord                                     | Mme Rania Shaarawy        | Égypte                |
| Représentant de l'Afrique australe                               | Mme Elizabeth Matheus     | Namibie               |
| Représentant Afrique de l'Ouest                                  | Dr Chinwe Anunobi         | Nigeria               |
| Afrique de l'Ouest francophone                                   | M. Mandiaye Ndiaye        | Sénégal               |
| Afrique lusophone                                                | M. Iaguba Djalo           | Guinée Bissau         |
| Président, Section des bibliothèques nationales                  | Mme Sarah Negumbo         | Namibie               |
| Président, Section des bibliothèques universitaires              | Mme Nyarai Chibanda       | Zimbabwe              |
| Président, Section des bibliothèques publiques et communautaires | Mme Neemat Abdulrahim     | Nigeria               |
| Président, consortiums de bibliothèques                          | Mme Cécile Coulibaly      | Côte d'Ivoire         |
| Président, Section des associations nationales de bibliothèques  | Mme Comfort Asare         | Ghana                 |
| Président, Éducation et formation en bibliothéconomie            | Dr Ayodele Alonge         | Nigeria               |
| Président, Section des bibliothèques parlementaires              | Mme Chama Mfula           | Zambie                |
| Président, Section Afrique de l'IFLA (coopté)                    | Mme Nthabiseng Kotsokoane | Afrique du Sud        |
| Africains de la diaspora                                         | Prof. Ismail Abdallahi    | États-Unis d'Amérique |
| Secrétaire du Conseil                                            | Mme Doreen Appiah         | Ghana                 |

| Nom                | Mandat             |
| ------------------ | ------------------ |
| Dr John Tsebe      | 2015-2019          |
| M. Mandla Ntombela | 2019-2021          |
| M. Alim Garga      | 2021 à aujourd'hui |

## Sections type bibliothèque
Actuellement, l'AfLIA compte sept sections. Les présidents exécutifs des sections sont élus par les membres de la section tous les deux ans. Les présidents de sections deviennent automatiquement membres du conseil d'administration.

## Programmes et activités stratégiques
L'objectif officiel, selon l'organisation, est « d'habiliter la communauté des bibliothèques et de l'information à promouvoir activement l'agent de développement africain grâce à des services dynamiques qui transforment les moyens de subsistance. » Les programmes et les activités de l'organisation sont administrés par le Secrétariat en collaboration avec diverses sections et comités (internes) ainsi que des partenaires stratégiques.

### Conférences et tables rondes

#### Conférences de l'AfLIA et sommets des bibliothèques africaines
L'AfLIA organise cette conférence des bibliothèques tous les deux ans. La conférence et le sommet des bibliothèques se passent généralement en simultané . La ne conférence AfLIA et le ne sommet des bibliothèques africaines se tiennent souvent entre mai et juillet dans les pays membres de manière alternée. La conférence la plus récente était la 3e conférence AfLIA et le 5e sommet des bibliothèques africaines, qui se sont tenues du 21 au 24 mai 2019 à Nairobi, au Kenya. Il est prévu que la prochaine conférence, la 4e conférence AfLIA et le 6e sommet des bibliothèques africaines, se tiendront en 2019 à Accra, au Ghana, selon l'organisation. La conférence comprend généralement des activités telles que des ateliers, des séminaires pré-conférence, des présentations d'articles, d'affiches, des discussions, des expositions, des séances de remise de prix d'honneurs, des soirées culturelles et d'autres séances en petits groupes pour que les sections de l'association se réunissent,. Le vice-président du Kenya, M. William Samoei Ruto, était l'invité d'honneur spécial de la nuit culturelle de la conférence de 2019. L'association tient également son assemblée générale et ses réunions du conseil d'administration lors de ces conférences. Les conférences de l'AfLIA sont remarquables pour être l'une des plus grandes conférences professionnelles organisées sur le continent, attirant généralement des professionnels des bibliothèques et de l'information, y compris des exposants venant principalement d'Afrique ainsi que d'autres parties du monde.

#### Sommets des bibliothèques publiques africaines
Les sommets des bibliothèques publiques africaines sont une réunion à l'échelle du continent, des dirigeants des bibliothèques publiques et des décideurs en Afrique. Contrairement à la conférence de l'AfLIA et au sommet des bibliothèques africaines qui ciblent toutes les catégories de professionnels des SIB, les sommets des bibliothèques publiques africaines sont organisés en mettant l'accent sur les bibliothécaires et les gestionnaires de l'espace des bibliothèques publiques à travers l'Afrique. Les conférences ont été organisées grâce au financement de la Fondation Bill-et-Melinda-Gates par le biais de l'Initiative mondiale pour les bibliothèques, pour servir de plate-forme pour discuter des opportunités de création de bibliothèques du 21e siècle qui contribuent aux priorités de développement des communautés et des pays africains. Le premier sommet des bibliothèques publiques africaines a eu lieu à Johannesbourg en 2012, organisé par l'université de l'Afrique du Sud ,. Le premier sommet n'a pas été organisé sous les auspices de l'AfLIA, car l'association n'avait pas été créée, mais les deuxième et troisième sommets des bibliothèques publiques africaines qui ont eu lieu à Ezulwini, Eswatini (anciennement Swaziland ) en 2016 et à Durban, en Afrique du Sud en 2018 ont été respectivement organisés par AfLIA,,. Depuis que l'Initiative mondiale des bibliothèques a pris fin en 2018, la date et le lieu du prochain Sommet des bibliothèques publiques africaines n'est pas encore déterminé.

#### Table ronde des ministres africains responsables des bibliothèques
En 2015, l'Association a lancé une plateforme de plaidoyer destinée à souligner le rôle des bibliothèques dans l'acquisition des connaissances et le développement de l'éducation et à examiner les progrès réalisés par les gouvernements africains vers le secteur des bibliothèques. La conférence vise également à fournir un leadership et des conseils sur la manière dont les gouvernements africains peuvent intégrer les bibliothèques dans leurs plans de développement nationaux et également préserver l'allocation des ressources pour la réalisation de leurs objectifs. La table ronde des ministres africains responsables des bibliothèques (encore appelée réunion des ministres des bibliothèques) cible et occasionne la présence de ministres africains et/ou de ministères sous la juridiction desquels relèvent la prestation de services de bibliothèque et d'information, ainsi que de directeurs de bibliothèques nationales ou les bibliothécaires nationaux. Les conférences sont souvent organisées dans le cadre d'un effort de collaboration entre le ministère du gouvernement chargé des bibliothèques, via la Bibliothèque nationale ou l'organisme bibliothécaire habilité du pays hôte, et l'Association Africaine des Bibliothèques et des Institutions d’Information (AfLIA),.
Jusqu'à présent, trois réunions des ministres des bibliothèques ont été organisées, en 2017, en 2018 et la dernière réunion des ministres des bibliothèques a eu lieu en octobre 2019 à Accra, au Ghana . La conférence était représentée par des ministres, des députés, des représentants ou des délégués et des directeurs de bibliothèques nationales de 25 pays africains,,. Une étape importante des réunions des ministres des Bibliothèques est que les ministres hôtes, qui sont par défaut les présidents du groupe de ministres, publient un document autorisé par les ministres participants après leurs délibérations, qui ont lieu à huis clos. Ces communiqués servent d'indication documentée de l'engagement continu des ministres africains participants envers le développement du secteur des bibliothèques dans leurs pays respectifs. La réunion des ministres des bibliothèques en 2015 a donné naissance à la Déclaration du Cap,. La réunion des ministres des bibliothèques de 2018 a engendré le communiqué de Durban. Enfin, la réunion des ministres des bibliothèques de 2019 a fait naître la déclaration d'Accra.

### Programmes de leadership et formation professionnelle continue
Le leadership fait partie intégrante du succès de toute organisation. AfLIA exécute trois programmes majeurs de leadership et de développement professionnel continu, à savoir INELI-SSAF, AfLAc et IYALI.

#### Réseau international des innovateurs émergents en matière de bibliothèque (INELI) - SSAf
INELI est un programme d'apprentissage mixte initialement financé par la Fondation Bill-et-Melinda-Gates par le biais de la Global Libraries Initiative. Le programme a été établi pour faciliter la transformation des bibliothèques publiques comme moteurs de développement en aidant les futurs bibliothèques publiques à développer des services innovants au profit de leurs communautés. L'AfLIA gère la mise en œuvre du programme INELI pour l'Afrique subsaharienne. Le programme met l'accent sur la promotion de réseaux solides de leaders émergents des bibliothèques en Afrique qui ont développé leurs connaissances, leurs attitudes et leurs compétences en matière de leadership à travers une diversité dans l'environnement d'apprentissage et le réseautage. Le programme propose aux participants des cours d'apprentissage en ligne via la plateforme Moodle. De plus, les participants se réunissent pour des ateliers de formation lors des pré-conférences de l'AfLIA et doivent mener à bien des projets communautaires avant d'obtenir leur diplôme. Deux cohortes ont été formées jusqu'à présent. La première cohorte avait été ouverte en 2016 et le programme a fini en 2018. La première cohorte était constituée de 32 participants de 14 pays africains. Selon l'AfLIA, la deuxième cohorte est composée de 34 participants de 10 pays africains.

#### Académie de leadership AfLIA - AfLAc
Ce programme offre une formation pour les professionnels en exercice de leurs fonctions pour renforcer la capacité des gestionnaires de niveau intermédiaire des bibliothèques à gérer efficacement les bibliothèques dans cette ère dynamique de la technologie et de l'information. Le programme AfLAc a été développé en partenariat avec la Public Library Association (PLA) de l'ALA des États-Unis et s'inspire de la PLA Leadership Academy. La formation est dispensée selon une approche d'apprentissage mixte et vise à combler le fossé de la gestion des collections, les relier d'une part, aux communautés et d'autre part, à faire des bibliothèques des centres dynamiques de communautés, combinant les personnes, l'information et les services. L'académie permet aux dirigeants des bibliothèques de découvrir comment ils peuvent contribuer à la construction de leurs communautés, former des partenariats avec des organisations non bibliothécaires et développer des services complets qui ont un impact sur la vie quotidienne des utilisateurs et des communautés des bibliothèques.
Outre la formation en ligne, les participants au programme se réunissent périodiquement pour des ateliers de formation lors des pré-conférences de l'association et sont censés entreprendre des projets communautaires, basés sur un problème local identifié. Vers la fin du programme, les participants se lancent dans un programme d'échange professionnel aux États-Unis d'Amérique ( Chicago en 2019  et Nashville en 2020  ). Les cohortes de l'AfLAc rejoignent les cohortes de la PLA Leadership Academy pour les dernières sessions de formation, se lancent dans des visites de bibliothèques et participent à certaines sessions des conférences PLA. Les cérémonies de remise des diplômes aux participants de l'AfLIA Leadership Academy ont souvent lieu pendant le programme d'échange. Deux cohortes ont été formées à ce jour , et un appel pour la troisième cohorte est en cours, selon l'organisation. Avant 2020, le programme AfLAc était destiné aux bibliothécaires publics et communautaires, cependant, le programme a récemment été révisé pour cibler les bibliothécaires africains de tous les types de bibliothèques.

#### Initiative pour les jeunes bibliothécaires africains innovateurs - IYALI
Il s'agit d'un programme de renforcement des capacités conjoint de l'AfLIA, de la Fédération internationale des associations et institutions de bibliothèques (IFLA) et de l'Information électronique pour les bibliothèques (EIFL), mais géré par l'EIFL. IYALI met en relation de jeunes bibliothécaires avec leurs pairs partout en Afrique, ainsi que dans des pays en transition et en développement, leur donnant l'opportunité d'apprendre les uns des autres, d'élargir leurs perspectives, d'acquérir de nouvelles idées et de créer un réseau pour se soutenir mutuellement. Le niveau d'encadrement n'est pas un critère d'éligibilité tant que l'on est jeune. Cependant, il ne semble pas y avoir de définition précise de la personne qui se qualifie jeune bibliothécaire. L'objectif principal est de donner aux jeunes bibliothécaires publics africains tournés vers l'avenir le potentiel de leadership nécessaire pour adopter, définir et réaliser des attentes ambitieuses en matière de services de bibliothèques innovants. Ces services contribuent au développement durable et donnent aux bibliothécaires la confiance et la vision nécessaire pour continuer à transformer les services de bibliothèque, garantissant que les bibliothèques à travers l'Afrique évoluent constamment pour répondre aux besoins individuels et communautaires,.

## Les partenaires
AfLIA est en partenariat avec plusieurs organisations dont certaines sont listées ci-dessous.
- Union africaine [23]
- Bibliotheca Alexandrina de la République arabe d'Égypte [62]
- Institut agréé des professionnels des bibliothèques et de l'information (CILIP) [63]
- Bureau européen des associations de bibliothèques, d'information et de documentation (EBLIDA) [22]
- Fédération internationale des associations et institutions de bibliothèques (IFLA) [64]
- SAIDE et REL Afrique [65]
- Public Library Association (PLA) de l'American Library Association [66]
- Le groupe de technologie et de changement social (TASCHA), université de Washington [29]
- Bibliothèque Wikipédia [67]
- Organisation mondiale de la propriété intellectuelle (OMPI) [68]
- Coalition de l'édition savante et des ressources académiques - SPARC Afrique [18]

## Publications
- Déclarations et communiqués de l'AfLIA - comprend des déclarations sur la maîtrise de l'information internationale pour le développement ; la liberté d'information; liberté d'accès à l'information et liberté d'expression, Déclaration du Cap, Communiqué de Durban et Déclaration d'Accra, Appel conjoint de l'EIFL, de l'AfLIA et de l'IFLA pour que le Malawi adopte l'esprit du Traité de Marrakech.
- AfLIA Professional Reports - comprend des publications telles que How African Libraries Contribute to the African Union Agenda 2063.